# عائلة تاليشينسكي
عائلة تاليشينسكي أو تاليشخانوف هي إحدى العائلات النبيلة للشعب الأذربيجاني. وهم ينتمون إلى فرع صغير من سلالة الصفويين.

## أصل السلالة
كان هذا الجيل مرتبطًا ارتباطًا وثيقًا بثلاث عائلات فكرية نبيلة: عائلة ياديجاروف، وعائلة فاكيلوف، وعائلة فازيروف. لقد أنجبت الأجيال الثلاثة أبناء بارزين في التاريخ التعليمي والثقافي والعسكري للشعب الأذري. أسس كاراخان خانية طالش. لتعزيز القوة السياسية والاقتصادية للخانات، نظم كاراخان جيشًا نظاميًا لحماية نفسه والانفصال عن الحكم الإيراني. من خلال خانية طالش مستقلة. بعد وفاة كاراخان في عام 1786، خلفه ابنه مير مصطفى خان. ويقول بعض الباحثين أنه كان هناك أربعة قادة أو أكثر من هذا الجيل.